# Brimington
Brimington – wieś i civil parish w Anglii, w hrabstwie Derbyshire, w dystrykcie Chesterfield. Leży 38 km na północ od miasta Derby i 213 km na północny zachód od Londynu. W 2011 roku civil parish liczyła 8788 mieszkańców. Brimington jest wspomniana w Domesday Book (1086) jako Brimintune.